# Pagan metal
Pagan metal är en subgenre till heavy metal. Pagan metal blandar extrem metal med förkristna traditioner från ett land eller region (såsom Nordisk mytologi). Ovanliga instrument och arkaiska (ålderdomliga) språk förekommer också.  
Pagan metal är nära besläktad med Folk metal och Viking metal, men räknas som en bredare genre då Pagan metal till större del handlar om låttexternas teman än musiken i sig. 
| Bandnamn       | Nation    |
| -------------- | --------- |
| Bathory        | Sverige   |
| Ensiferum      | Finland   |
| Finntroll      | Finland   |
| Hellveto       | Polen     |
| Helritt        | Tyskland  |
| Tenger Cavalry | Kina      |
| Woodtemple     | Österrike |